# Lombardi's Pizza
Pour les articles homonymes, voir Lombardi et Pizza (homonymie).
Lombardi's Pizza est une pizzeria historique fondée en 1905 (la plus ancienne connue encore existante des États-Unis) dans le quartier NoLIta de Little Italy de Manhattan à New York.

## Historique
L'entreprise aurait commencé en 1897 par une épicerie, au 53 Spring Street (en), ouverte par Gennaro Lombardi (en), boulanger-pizzaïolo Italo-Américain napolitain immigré aux États-Unis.

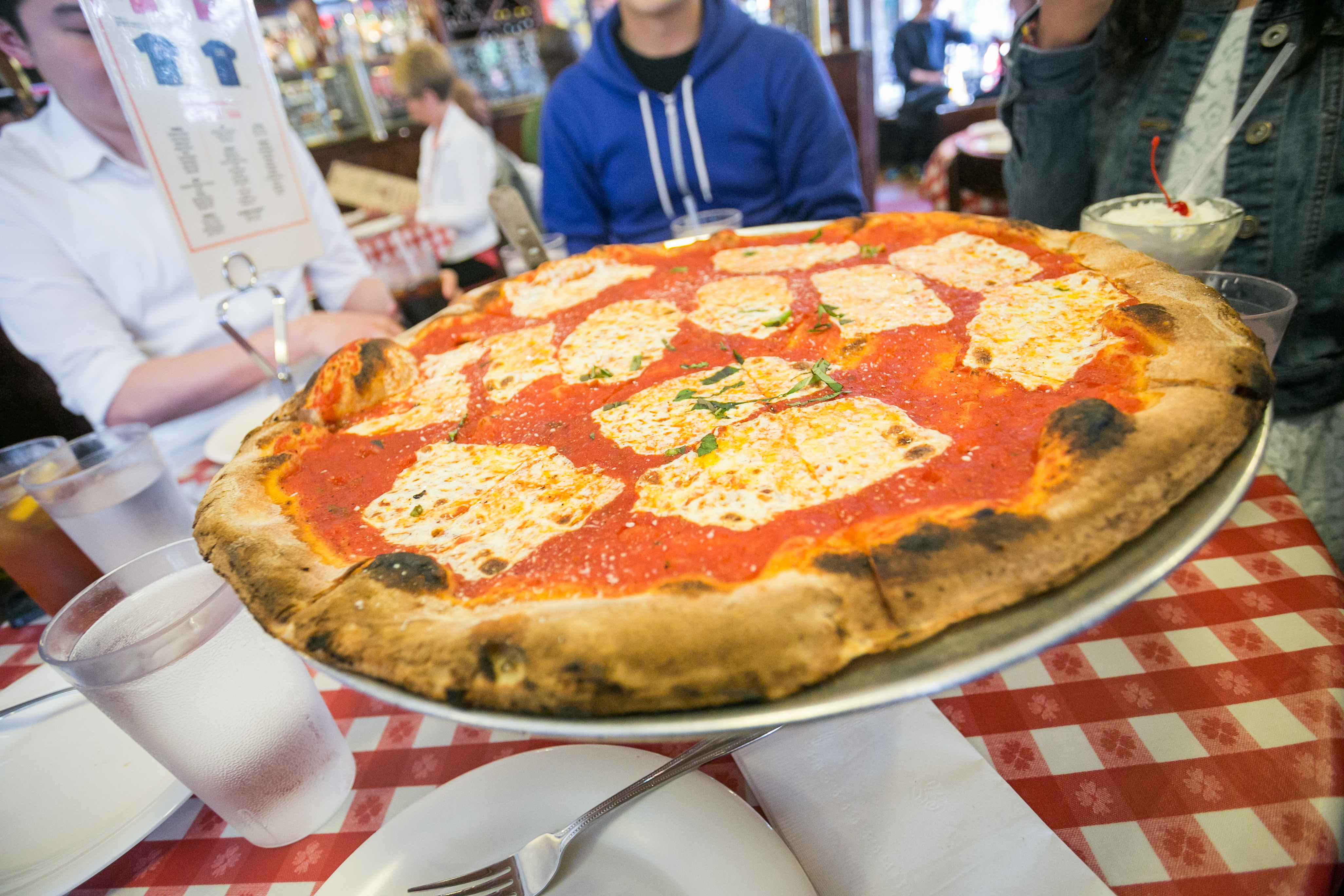
Pizza Margherita
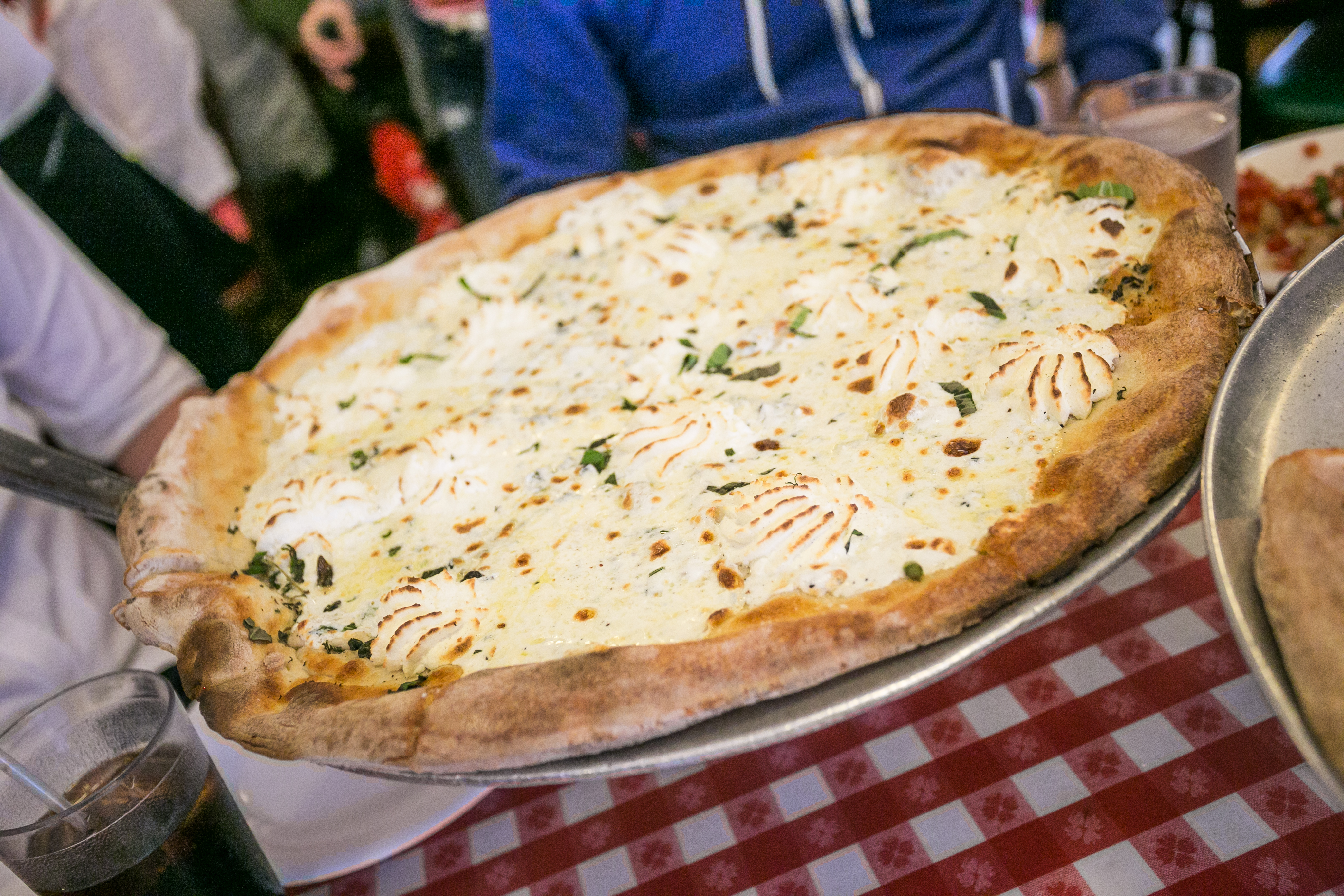
Pizza blanche
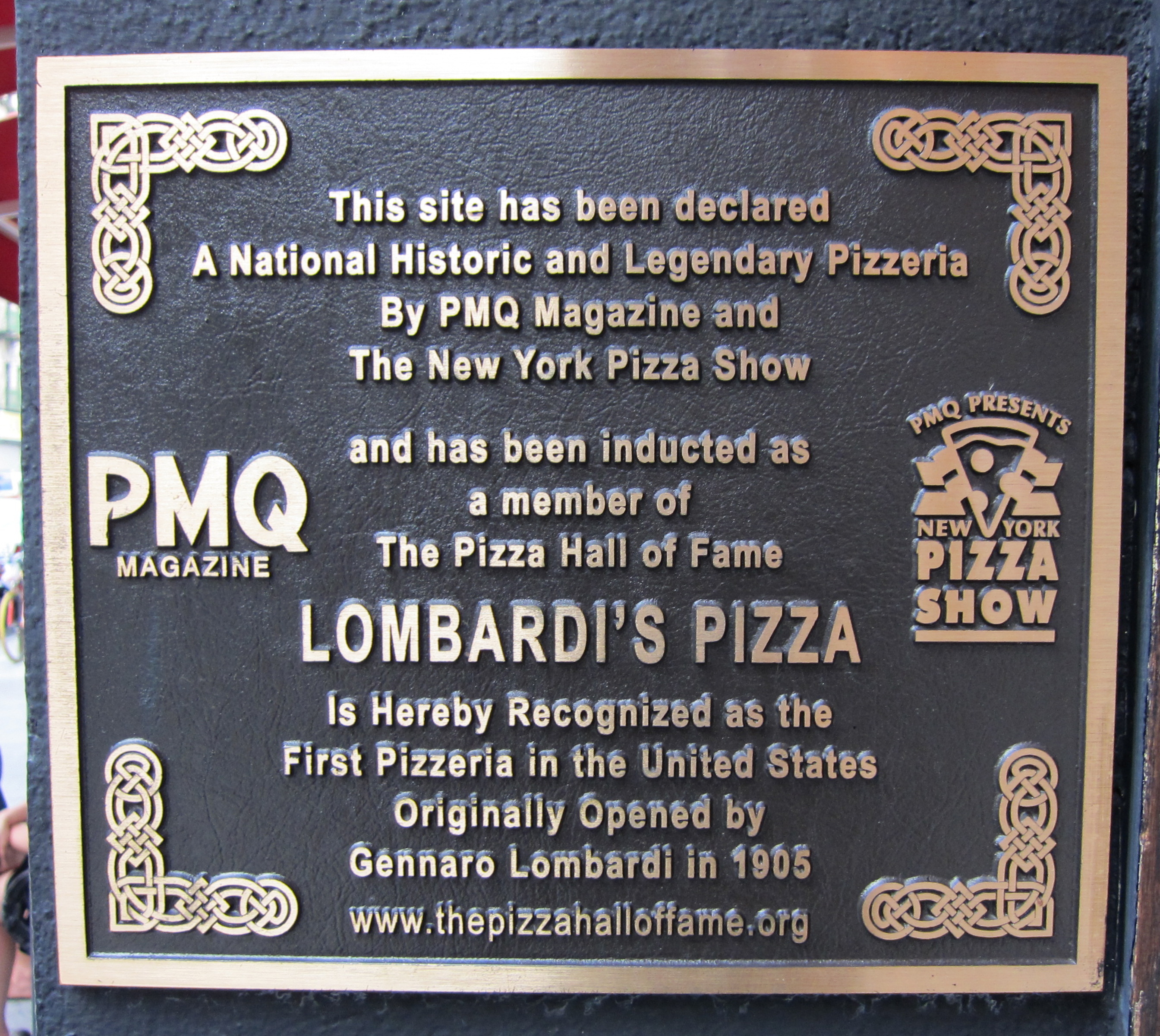
Plaque commémorative

En 1905, il aurait commencé à vendre les premières pizzas new-yorkaises (en) de la cuisine italo-américaine (variantes des pizzas napolitaines), enveloppées dans du papier attaché avec une ficelle, dans cette première pizzeria historique officielle des  États-Unis, du 32 Spring Street (en) (à l'intersection de Mott Street). La façon originale des premières pizzas new-yorkaises cuites au four à pizza à charbon (en) est toujours utilisée dans ce restaurant,.

## Bande dessinée
- 1987 : Spirou à New York, de Tome et Janry. Cette pizzeria de Little Italy est représentée sous le nom de « Pizza Don Cortizone », de Don Vito Cortizone, parrain de la mafia new-yorkaise.